# Ananias do Carmo Fuka
Ananias do Carmo Fuka (* 1963 oder 1964) ist ein osttimoresischer Politiker und Gründer einer Sekte. Er stammt aus Oe-Cusse Ambeno.

## Werdegang
Fuka war während der indonesischen Besatzungszeit Grundschullehrer. 1983 gründete er in Dili die Bewegung Santo Antonio (indonesisch Yayasan Santo Antionius), weswegen er 1989 vor das Distriktsgericht Dili gestellt wurde. Die Anklage lautete auf Gründung einer Sekte, die gegen katholische Lehren verstoße und dem Schamanismus näher stehe. Fuka wurde zu sechs Monaten Gefängnis verurteilt.
Fuka wurde bei den Wahlen 2001 auf Listenplatz 2 der Partido do Povo de Timor (PPT) in die Verfassunggebende Versammlung gewählt. In der Versammlung forderte er ein verfassungsmäßigees Recht auf ein kostenloses, universielles Gesundheitssystem. Der Vorschlag scheiterte ebenso, wie ein Antrag zum Thema Schulpflicht für unter 12-Jährige, der aber inhaltlich unklar war.
Mit der Unabhängigkeit Osttimors am 20. Mai 2002 wurde die Versammlung zum Nationalparlament und Fuka Abgeordneter. Hier war er Mitglied in den Kommissionen E (Kommission für die Eliminierung von Armut, ländliche und regionale Entwicklung und Gleichstellung der Geschlechter) und F (Kommission für Gesundheit, soziale Angelegenheiten, Solidarität und Arbeit).
Bei den Neuwahlen im Juni 2007 trat Fuka nicht mehr an.